# Роза Вельт-Штраус
Роза Вельт, у шлюбі Штраус (1856—1938) — австрійсько-американська суфражистка, феміністка й офтальмологиня. Перша дівчина в Австрії, яка закінчила середню школу, перша австрійська жінка, яка здобула медичну освіту, перша жінка-окулістка в Європі.

## Життєпис
Народилась в Австрії 24 серпня 1856 року. У неї було три сестри — Іда, Леонора та Сара. Здобула медичний ступінь в 1878 році в Бернському університеті. Після того, як вона та одна із її сестер приїхали до США, Роза Вельт працювала очною хірургинею в офтальмологічній лікарні та Жіночій лікарні в Нью-Йорку. Вона одружилася з бізнесменом Луї Штраусом і народила доньку Неллі Штраус-Моченсон.
У 1904 вона брала участь у першому конгресі Міжнародного альянсу виборчих прав жінок як членкиня американської делегації. Вона продовжувала брати участь деякий час, а пізніше представляла Союз єврейських жінок за рівні права в Ерец Ізраїль на цих асамблеях.
У 1919 р була створена перша загальнонаціональна жіноча партія в Новому Ішуві (Союз єврейських жінок за рівні права в Ерец-Ізраїлі), а Роза Вельт-Штраус, яка іммігрувала туди того ж року, була призначена її керівницею, що вона продовжувала робити до смерті. У липні 1920 року вона поїхала до Лондона для участі в асамблеї, на якій була створена Міжнародна жіноча сіоністська організація (WIZO), а пізніше, того ж року вона представляла Союз єврейських жінок за рівні права в Ерец Ізраїлі на конгресі Міжнародного альянсу виборчих прав жінок у Женеві. Вона представляла Міжнародний альянс виборчих прав жінок у міжнародних комітетах, брала участь у всіх його конгресах і часто входила в делегації прем'єр-міністрів країн, що проводили конгреси.
У 1926 р харедіми, які вважали за краще не стикатися з можливістю проведення плебісциту, покинули Асамблею представників ішувів, і того ж року була зроблена офіційна декларація (ратифікована мандатним урядом у 1927 р), що підтверджує «рівні права жінок у всіх аспекти життя в ішуві — громадянські, політичні та економічні».
Роза Вельт-Штраус померла у Женеві в 1938 р.